# Витяг (фільм)
«Витяг» (англ. Extracted) — незалежний американський науково-фантастичний фільм 2012 року режисера Ніра Панірі, знятий за його власним сценарієм.

## Сюжет
Том, вчений, винаходить машину, яка може підключати свідомість людини в підсвідомість іншої людини. Шукаючи фінансування для завершення свого прототипу, він змушений прийняти гроші від анонімного інвестора. Коли інвестор погрожує вийти з проєкту, Том неохоче погоджується на демонстрацію прототипу на місяць раніше запланованого. Інвестором виявляється чиновник Департаменту виконання покарань, який хоче за допомогою машини добувати із засуджених недобровільні зізнання. Том проникає в голову Ентоні, наркомана, якого підозрюють у вбивстві своєї дівчини Адрієнн і який добровільно зголосився взяти участь у експериментальній процедурі. Свідомість вченого на кілька років потрапляє в пастку у свідомості злочинця.

## У ролях
| Актор          | Роль             |
| -------------- | ---------------- |
| Саша Ройз      | Том              |
| Домінік Богарт | Ентоні           |
| Тай Сімпкінс   | маленький Ентоні |
| Дженні Моллен  | Еббі             |
| Нік Джемісон   | Річард           |
| Родні Істмен   | Ерік             |
| Френк Ешмор    | Мартіно          |
| Сара Томко     | Мінні            |
| Огі Дюк        | Адрієнн          |
| Річард Ріле    | отець Райлі      |